# Freitas Henriques
João Antônio de Araújo Freitas Henriques (Salvador, 26 de agosto de 1822 — Rio de Janeiro, 1 de janeiro de 1903) foi um magistrado e político brasileiro, filho do Coronel João Joaquim de Freitas Henriques e de Dona Maria Angélica de Araujo Freitas.
Formado na Faculdade de Direito do Recife, em 1845, regressou à Bahia, onde foi nomeado delegado de polícia e juiz municipal suplente de Salvador.
Em 1846 foi nomeado juiz municipal em Sergipe, sendo 3 anos depois transferido para Itaparica, na Bahia, depois para Maragogipe, em 1850, e para Atalaia em 1852, para Goiana em 1856, para Vitória em 1860, retornando para Pernambuco, como juiz da 1ª Vara do Crime, em 1863.
Foi nomeado desembargador no Maranhão, em 1868, depois transferido para Pernambuco, em 1869, onde foi nomeado procurador da coroa, soberania e fazenda nacional, em 1878, sendo exonerado, a pedido, em 1881.
Foi chefe de polícia em várias províncias: Alagoas, Paraíba, Bahia e Pernambuco. Membro do Partido Conservador, foi eleito deputado das assembleias provinciais de Sergipe e da Bahia, nesta última de 1872 a 1877.
Foi presidente das províncias do Ceará, nomeado por carta imperial de 22 de junho de 1869, de 26 de julho de 1869 a 13 de dezembro de 1870, da Bahia, de 8 de novembro de 1871 a 1 de junho de 1872, de Minas Gerais, de 26 de outubro de 1874 a 6 de março de 1875, e do Pará, nomeado por carta imperial de 16 de março de 1886, atuando de 15 de abril a 6 de outubro de 1886.
Em 1886 foi nomeado ministro do Supremo Tribunal de Justiça. Com a Proclamação da República e consequente criação do Supremo Tribunal Federal, foi para ele nomeado em 1890, sendo nomeado presidente na primeira sessão. Foi aposentado por decreto em 1894.